# Alexander Shabalov
Alexander Shabalov (Riga, 12 de setembro de 1967) é um enxadrista letão e  Grande Mestre de Xadrez pela FIDE.  Atualmente mora em Pittsburgh-EUA e é o atual campeão estadunidense.